# Jabir III al-Ahmad al-Jabir Al Sabah
Jabir III al-Ahmad al-Jabir Al Sabah (Al Kuwait, 29 giugno 1926 – Al Kuwait, 15 gennaio 2006) è stato un emiro kuwaitiano, in carica dal 1977 al 2006.

## Biografia

### I primi anni
Jābir nacque a Madīnat Kuwait, figlio terzogenito dello sceicco Ahmad Al-Jaber Al-Sabah. Durante i suoi primi anni egli compì i propri studi alla scuola di al-Mubārakiyya, a quella di al-Aḥmadiyya e a quella di al-Sharqiyya, passando successivamente ad un tutore privato per lo studio di religione, inglese, arabo e scienze.

### L'inizio della carriera
Nel 1961 Jaber venne nominato ministro delle finanze e dell'economia del Kuwait. In questa posizione Jaber ebbe l'incarico di porre in circolazione il nuovo dinar del Kuwait e di stabilire un tavolo monetario locale di cui egli sarebbe stato il presidente. Da ministro, Jaber fondò il Kuwaiti Fund for Arab Economic Development di cui fu presidente nel biennio 1962-1964. Il fondo garantì i provvedimenti finanziari e l'assistenza tecnica per il progresso del paese oltre ad assistere un totale di 103 paesi nel mondo. Egli si concentrò in particolare sulle produttive stazioni petrolifere che fornivano a quanti erano impegnati in questo settore il più alto capitale pro capite. Jaber rimase ministro delle finanze e dell'economia sino a quando non venne nominato primo ministro nel 1965, l'anno successivo venne nominato principe ereditario e nel 1977 succedette al trono come emiro.

### La guerra Iran-Iraq
Kuwait si trovò geograficamente nel mezzo della guerra tra Iran e Iraq che ebbe luogo dal 1980 terminando nel 1988. Egli decise di schierarsi con l'Iraq temendo l'occupazione iraniana e soprattutto la retorica rivoluzionaria dell'Ayatollah Khomeini. Nel 1985 il Kuwait divenne un obbiettivo diretto negli scontri quando un gruppo terroristico, la Santa Guerra Islamica, attaccò l'automobile dello sceicco lasciandolo miracolosamente illeso ma uccidendo le sue due guardie del corpo ed il guidatore, oltre al kamikaze suicida. Si scoprì poi che il gruppo aveva sede in Iran e domandava il rilascio di diciassette terroristi detenuti in prigione in Kuwait.
A causa della guerra, il Kuwait dovette sopportare numerosi bombardamenti e problematiche interne. Nel 1986, un anno dopo l'attacco all'automobile dello sceicco Jaber, vi fu un attacco ad una stazione petrolifera che quasi causò la chiusura dell'industria kuwaitiana in questo campo e minacciò di minare la ricchezza che ne veniva derivata. I membri del gabinetto di governo incominciarono sempre più ad irrigidirsi sulla situazione in quanto il loro ruolo era quello di proteggere la cittadinanza e che quindi maggiori sforzi dovessero essere attuati in questo senso. A questo punto, l'intero gabinetto di governo si dimise in segno di protesta contro la politica dello sceicco. Due giorni dopo, lo sceicco Jaber incostituzionalmente sciolse il parlamento (non venne ripristinato sino al 1991) e molti articoli della costituzione (tra cui quelli relativi alla libertà di stampa), vennero modificati. Lo sceicco Jaber nominò quindi un nuovo gabinetto di governo che includeva molti dei precedenti membri, mostrando ad ogni modo la fede dell'emiro nei suoi ufficiali di governo. Inoltre per quanto concerne la sicurezza, la guerra ebbe delle implicazioni anche economiche per il Kuwait, ancor più dal momento che l'Iran attaccava i trasporti di petrolio che da Kuwait si dirigevano verso gli Stati Uniti. Il problema venne risolto beffando gli avversari, ovvero facendo battere bandiera americana a navi kuwaitiane.

### La Guerra del Golfo
Dopo nuove discussioni sorte per la definizione dei confini tra Kuwait e Iraq, quest'ultima nazione invase il vicino il 2 agosto 1990 con il chiaro intento di annetterlo uccidendone lo sceicco. Ad ogni modo l'armata irachena non fu mai in grado di raggiungere questi obbiettivi in quanto Jaber ed il suo governo fuggirono in Arabia Saudita alcune ore prima dell'invasione e si stabilirono in un hotel di Dhahran da dove diressero gli affari di Stato. Il governo del Kuwait in esilio fu uno dei più efficienti della storia ad operare in questa posizione: dalla città montana di Taif, lo sceicco Jaber mantenne una costante comunicazione con il Kuwait ed il governo fu in grado di organizzare addirittura una resistenza armata dell'esercito rimasto in patria oltre a prendersi cura delle riserve di petrolio. Lo sceicco Jaber ricevette inoltre aiuti dalle Nazioni Unite in una coalizione guidata dagli Stati Uniti, supportando azioni militari contro l'Iraq proprio durante la Guerra del Golfo.
Quando la guerra terminò il 28 febbraio 1991, lo sceicco Jaber rimase in Arabia Saudita per i tre mesi nei quali venne proclamata in Kuwait la legge marziale, causando un forte risentimento nella popolazione che vedeva tale atto come un tentativo di ridurre il potere costituzionale monopolizzando le proprie forze. Ad ogni modo, con la dichiarazione della legge marziale, i preposti al governo furono in grado di assicurare la salvezza alla popolazione e che nessun iracheno fosse presente più in Kuwait tentando di rovesciare nuovamente il governo. Jaber fece il proprio ritorno in patria il 15 marzo 1991. Dopo la vittoria dello scontro, nel 1994 l'Iraq venne costretto ad accettare il ridisegnamento dei confini stabilito dalle Nazioni Unite sulla base degli accordi del 1932 e del 1963.

### Gli ultimi anni
La popolazione del Kuwait a guerra conclusa, provò grande ammirazione per lo sceicco che aveva saputo difendere il proprio paese e gli pose l'appellativo di Baba Jaber ovvero Padre Jaber Nel settembre del 2000 ebbe un attacco cardiaco e si recò nel Regno Unito per delle cure. Cinque anni più tardi egli morì, il 15 gennaio 2006, all'età di 79 anni, per un'emorragia cerebrale. Gli succedette il cugino di primo e secondo grado Saad Al-Abdullah Al-Salim Al-Sabah ed il governo, in segno di rispetto, proclamò 40 giorni di lutto per il paese, chiudendo ogni attività per tre giorni.

## Mogli e figli
Si sposò diciotto volte ed ebbe cinquantuno figli, ventidue maschi e ventinove femmine.

## Ascendenza
|                               |                           |                                | Genitori                   |  |  | Nonni |  |  | Bisnonni                  |  |  | Trisnonni                  |  |
|                               |                           |                                |                            |  |  |       |  |  | Mubarak Al-Sabah Al-Sabah |  |  | Sabah II Al-Jabir Al-Sabah |  |
|                               |                           |                                |                            |  |  |       |  |  | Mubarak Al-Sabah Al-Sabah |  |  | Sabah II Al-Jabir Al-Sabah |  |
|                               |                           | …                              |                            |  |  |       |  |  | Mubarak Al-Sabah Al-Sabah |  |  |                            |  |
| Jabir II Al-Mubarak Al-Sabah  |                           |                                |                            |  |  |       |  |  | Mubarak Al-Sabah Al-Sabah |  |  |                            |  |
|                               |                           | Sheikha Al-Duaji Al-Sabah      | …                          |  |  |       |  |  |                           |  |  |                            |  |
|                               |                           | Sheikha Al-Duaji Al-Sabah      | …                          |  |  |       |  |  |                           |  |  |                            |  |
|                               |                           | Sheikha Al-Duaji Al-Sabah      | …                          |  |  |       |  |  |                           |  |  |                            |  |
| Ahmad I Al-Jabir Al-Sabah     |                           | Sheikha Al-Duaji Al-Sabah      |                            |  |  |       |  |  |                           |  |  |                            |  |
|                               |                           | Abd Allah II Al-Sabah Al-Sabah | Sabah II Al-Jabir Al-Sabah |  |  |       |  |  |                           |  |  |                            |  |
|                               |                           | Abd Allah II Al-Sabah Al-Sabah | Sabah II Al-Jabir Al-Sabah |  |  |       |  |  |                           |  |  |                            |  |
|                               |                           | Abd Allah II Al-Sabah Al-Sabah | …                          |  |  |       |  |  |                           |  |  |                            |  |
| Sheikha Al-Abd Allah Al-Sabah |                           | Abd Allah II Al-Sabah Al-Sabah |                            |  |  |       |  |  |                           |  |  |                            |  |
|                               |                           | …                              | …                          |  |  |       |  |  |                           |  |  |                            |  |
|                               |                           | …                              | …                          |  |  |       |  |  |                           |  |  |                            |  |
|                               |                           | …                              | …                          |  |  |       |  |  |                           |  |  |                            |  |
| Jabir III Al-Ahmad Al-Sabah   |                           | …                              |                            |  |  |       |  |  |                           |  |  |                            |  |
|                               | Mubarak Al-Sabah Al-Sabah | Sabah II Al-Jabir Al-Sabah     |                            |  |  |       |  |  |                           |  |  |                            |  |
|                               | Mubarak Al-Sabah Al-Sabah | Sabah II Al-Jabir Al-Sabah     |                            |  |  |       |  |  |                           |  |  |                            |  |
|                               | Mubarak Al-Sabah Al-Sabah | …                              |                            |  |  |       |  |  |                           |  |  |                            |  |
| Salim I Al-Mubarak Al-Sabah   | Mubarak Al-Sabah Al-Sabah |                                |                            |  |  |       |  |  |                           |  |  |                            |  |
|                               |                           | Sheikha Al-Duaji Al-Sabah      | …                          |  |  |       |  |  |                           |  |  |                            |  |
|                               |                           | Sheikha Al-Duaji Al-Sabah      | …                          |  |  |       |  |  |                           |  |  |                            |  |
|                               |                           | Sheikha Al-Duaji Al-Sabah      | …                          |  |  |       |  |  |                           |  |  |                            |  |
| Bazba Al-Salim Al-Sabah       |                           | Sheikha Al-Duaji Al-Sabah      |                            |  |  |       |  |  |                           |  |  |                            |  |
|                               |                           | Jarrah Al-Sabah Al-Sabah       | Sabah II Al-Jabir Al-Sabah |  |  |       |  |  |                           |  |  |                            |  |
|                               |                           | Jarrah Al-Sabah Al-Sabah       | Sabah II Al-Jabir Al-Sabah |  |  |       |  |  |                           |  |  |                            |  |
|                               |                           | Jarrah Al-Sabah Al-Sabah       | …                          |  |  |       |  |  |                           |  |  |                            |  |
| Mariam Al-Jarrah Al-Sabah     |                           | Jarrah Al-Sabah Al-Sabah       |                            |  |  |       |  |  |                           |  |  |                            |  |
|                               |                           | Latifa Al-Thaqib               | …                          |  |  |       |  |  |                           |  |  |                            |  |
|                               |                           | Latifa Al-Thaqib               | …                          |  |  |       |  |  |                           |  |  |                            |  |
|                               |                           | Latifa Al-Thaqib               | …                          |  |  |       |  |  |                           |  |  |                            |  |
|                               |                           | Latifa Al-Thaqib               |                            |  |  |       |  |  |                           |  |  |                            |  |